# Michel-Georges Bernard
Pour les articles homonymes, voir Bernard.
Michel-Georges Bernard, né décembre 1944 à Paris, est un poète, éditeur et écrivain d'art français.

## Biographie
Né en décembre 1944 à Paris, Michel-Georges Bernard est philosophe de formation ; il a notamment travaillé sur Gaston Bachelard.
Il enseigne la philosophie de 1970 à 2005.
Il a fondé les Éditions de l'Orycte en 1975.

## Ouvrages

### Poésie

#### Recueils
- Pour célébrer les jours, Jean Lescure éditeur, s.l.e., 1967.
- Le chemin de Saint-Clément, Cahiers Jeune Poésie no 3, Festival du Jeune Cinéma de Hyères, 1970. (BNF 34613638)
- D'après les pierres, postface de Jean Lescure, couverture et 4 dessins de Khadda, L'Orycte; Sigean, 1979.
- Traces, couverture et 7 dessins d'Eudaldo, L'Orycte, Sigean, 1982.
- Sous le signe du matin, postface de Jean-François Perraudin, couverture et 5 dessins de Khadda, L'Orycte, Paris, 1984.
- Pierres éparses, 4 pierres numériques de Tibouchi, Collection Le Pagure Bleu, La Kallista, Atelier de l'Anglore, Beaucaire, 2000.
- Entre l'arbre et le vent, poèmes (en français et catalan), préface de Josep Maria Ripoll, 10 gravures d’Assumpció Oristrell, Sabadell, 2015

#### Revues et ouvrages collectifs
- « Sous le signe du matin », « Collines », dans Les Temps modernes, no 271, Paris, janvier 1969.
- « Objets », « Alliances », dans F, no 2-3, Paris, 1973.
- « Espaces », dans La nouvelle poésie française, Poésie 1, no 33, Paris, 1973.
- « Matin », « Étang », « Hiver », dans Le véritable almanach de la Corde Raide, année poétique 198, par François de Cornière, Le Pavé, Caen, 1983.
- « Quelques poèmes », précédé de « Dans l'instant des pierres : la poésie de Michel-Georges Bernard » par Jean-François Perraudin, dans Noah, no 15, Dijon, 1983.
- « Tout autour », dans Athanor, no 5, Montpellier, 1994.
- « Pour célébrer les jours », dans Fonts Frèges, no 1, Cogolin, 1998.
- « Dérives (fragments) », dans Horizons Maghrébins, no 37-38, Centre d'Initiatives Artistiques de l'université de Toulouse le Mirail, Toulouse, 1999.
- « Dérives », dans Valérie Lawitscka et Anne Longuet Marx, Simone Boisecq, Le sculpteur et ses poètes, Hölderlin-Gesellschaft, Tübingen, octobre 1999 (textes en français, en portugais et en allemand)
- « D’après les pierres » (13 poèmes), dans Algérie Littérature/Action, no 55-56, Paris, 2001.
- « D’après les pierres, fragments », dans « La pierre et les étoiles », Bacchanales, no 25, Revue de la Maison de la Poésie Rhône-Alpes, Saint-Martin-d’Hères, 2002.
- « Entre l’arbre et la pierre, Poèmes entomologiques », dans Bulletin des Lépidoptéristes Parisiens, Vol. 11, no 21, Paris, 2002.
- « D’après l’arbre », dans Poésie/Première, no 30, Saint-Jean-Pied-de-Port, 2004.
- « Sous le signe du matin / Sota el signe del matí », dans Paul Éluard, Quaderns de Versàlia, V, Sabadell, 2015.

#### Livres d'artistes
- Collines, 8 aquarelles d'Anne Le Moal, 1967, exemplaire unique.
- Du côté des vanneaux, couverture et 8 dessins de Serge Guadagnini, Domart-en-Ponthieu, 1984, exemplaire unique.
- D'après les pierres, 13 aquarelles de Khadda, Paris, 1988, exemplaire unique.
- D'après les pierres (XXXII poèmes choisis), dessin en couverture de Benanteur et 16 dessins de Monique Boucher-Benanteur, Paris, 1991, exemplaire unique.
- Pierres éparses, composé et orné de petits "cailloux" au brou de noix, à l'encre de Chine et à l'acrylique par Tibouchi, Montsoult, 2000, exemplaire unique.

### Monographies

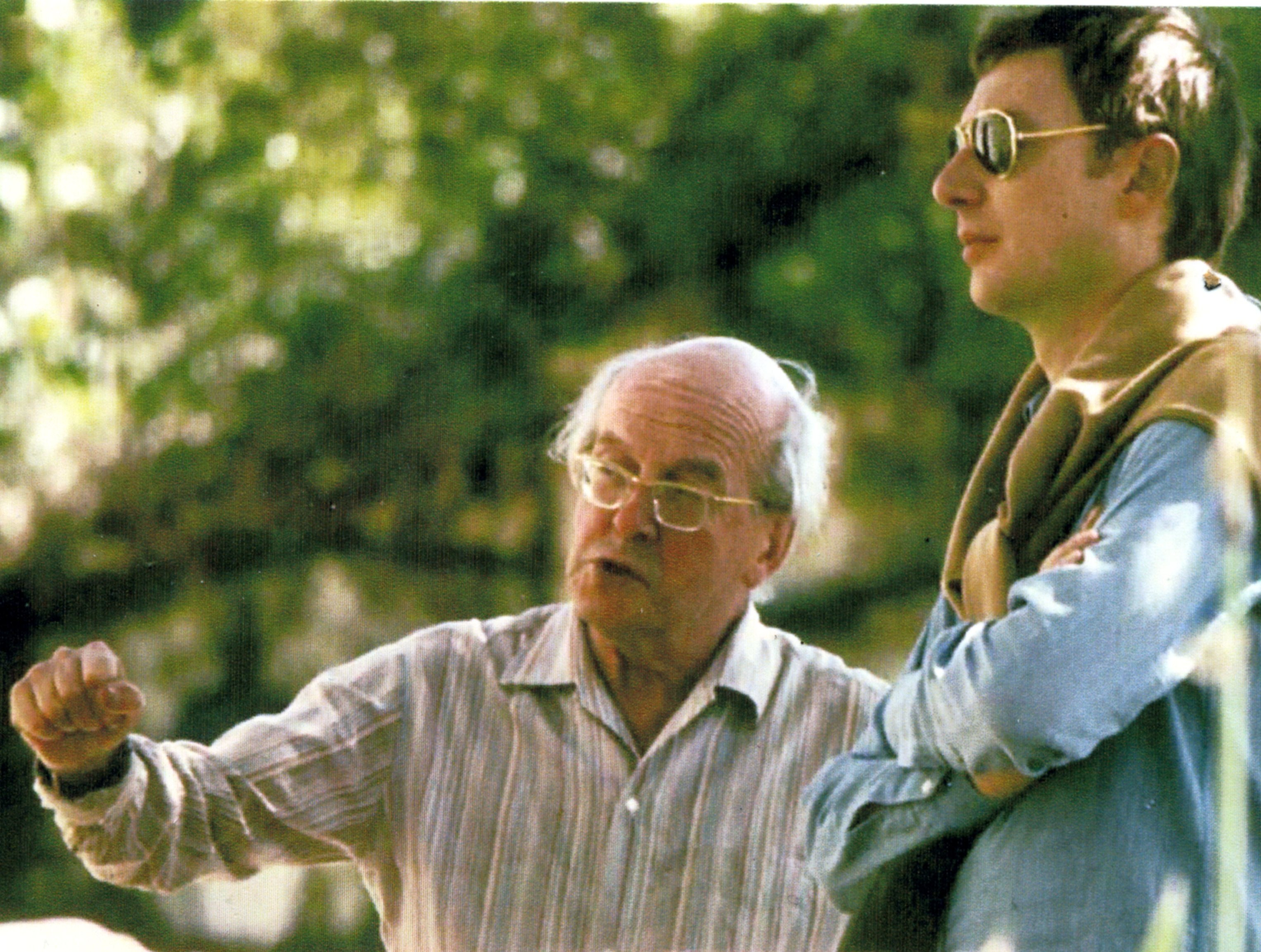
Jean Le Moal (1909-2007)

- Michel-Georges Bernard, Georges-Emmanuel Clancier, Paris, Poètes d'aujourd'hui, Seghers, 1967. (BNF 37508378)
- Michel-Georges Bernard, Jean Le Moal, collection Polychrome, Éditions Ides et Calendes, Neuchâtel, 2001.  (ISBN 2825801801)
- Michel-Georges Bernard, Khadda, Alger, ENAG Éditions, 2002. (BNF 40052054)
- Michel-Georges Bernard, Maria Manton, collection Polychrome, Éditions Ides et Calendes, Neuchâtel (Suisse), 2009.  (ISBN 978-2-8258-0237-3)
- Michel-Georges Bernard, Aksouh, Paris, Lelivredart, 2010. (BNF 42446145) (ISBN 978-2-35532-097-2)

### Ouvrages collectifs

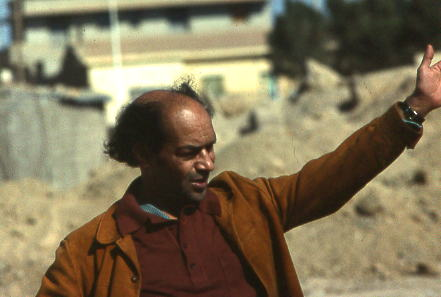
Mohammed Khadda (1930-1991)

- « Au milieu du regard », dans Khadda, textes de Bagtache, Belamri, Bencheikh, Benhedouga, Bernard, Boudjedra, Dib, Djaout, Farès, Ghachem, Khan, Khellas, Laâbi, Pélégri, Tengour, Tibouchi, Villain, couverture et dessins de Khadda, L'Orycte, Paris, 1992.
- « Pahr-Iversen, Signes et figures de la présence », dans Arvid Moller, Kjell Pahr-Iversen, préface de Gaston Diehl, textes de Michel-Georges Bernard et Donald Kuspit [en norvégien, en français et en anglais], Labyrinth Press, Oslo, 1995.
- « Simone Boiseq, L'instant et le lieu », dans Valérie Lawitschka et Anne Longuet Marx, Simone Boisecq, Le sculpteur et ses poètes, textes en allemand, français et portugais, de Oskar Pastior, Jean Guichard-Meili, Jacques Roubaud, Claude Esteban, Charles Juliet et Michel-Georges Bernard, Hölderlin-Gesellschaft, Tübingen et Édition Isele, Eggingen, 1999. (BNF 37626772)
- « Le paysagisme non-figuratif de Guermaz », dans Guermaz, textes de Pierre Rey, Michel-Georges Bernard et Roger Dadoun, Lelivredart, Paris, 2009.  (ISBN 978-2-35532-067-5) (BNF 42401434)
- « Tahar Djaout, les écritures d'une voix », dans Présence de Tahar Djaout poète, textes et dessins réunis par Amin Khan, Éditions Barzakh, Alger, 2013.
- « Jean Sénac et les peintres », dans Tombeau pour Jean Sénac, éditions Aden Londres, 2013.
- « Itinéraires croisés : Juana Muller et Jean Le Moal » et « Visages et nus », dans Juana Muller, 1911-1952, destin d'une femme sculpteur, sous la direction de Sabrina Dubbeld, contributions de Lydia Harambourg et Michel-Georges Bernard, Paris, Somogy, 2015.  (ISBN 978-2-7572-0905-9) (BNF 44307805)
- « Fidélité des estimes et des amitiés », dans Rencontres avec Edmond Charlot, recueil présenté par Michel Puche, Domens, Pèzenas, 2015.
- « Bertholle ou la scène du monde », dans Jean Bertholle, 1909-1996, L'ombre et la lumière, Madrid et Paris, Editions El Viso, 2023.

### Préfaces et postfaces

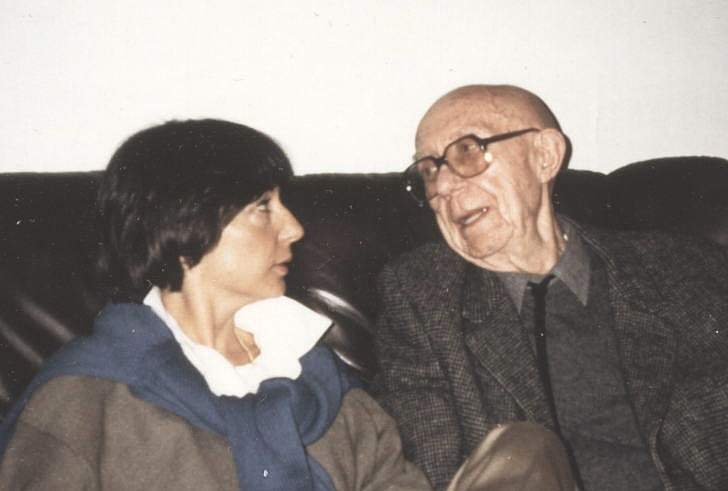
Louis Scutenaire (1905-1987)

- « Paroles en fête », dans Louis Scutenaire, Le Fusil du boucher, précédé de Paroles en fête par Michel-Georges Bernard, Verviers, Temps mêlés, 1974.
- Louis Scutenaire, Comme d'habitude, suivi de Pour une chronologie par Michel-Georges Bernard, L'Orycte, Paris, 1979.
- Claude Aveline, Io Hymen suivi de Chants funèbres, nouvelle version, suivi de Un travail de jardinier, Les versions définitives de Claude Aveline par Michel-Georges Bernard, L'Orycte, Sigean, 1980.
- Jean Villeri, Alternances, accompagné de « Jean Villeri ou Les rêves du commencement », L'Orycte, Sigean, 1980.
- Abdelhamid Laghouati, L'Oued noir, postface de Michel-Georges Bernard, couvertures de Denis Martinez, L'Orycte, Sour El-Ghozlane, 1980.
- Jean Dorst, Note sur l'Oiseau-Qui-N'Existe-Pas de Claude Aveline, préface de Michel-Georges Bernard, L'Orycte, Paris, 1986.
- Abdelhamid Laghouati, Poèmes, préface de Michel-Georges Bernard, Les Cahiers bleus, Troyes, 1998.  (ISBN 978-2-86352-176-2)

### Édition
- Tahar Djaout, Une mémoire mise en signes, Écrits sur l'art, textes réunis par Michel-Georges Bernard, Préface de Hamid Nacer-Khodja, El Kalima Éditions, Alger, 2013.  (ISBN 978-9931-441-10-6)

## Catalogues d'expositions (sélection)

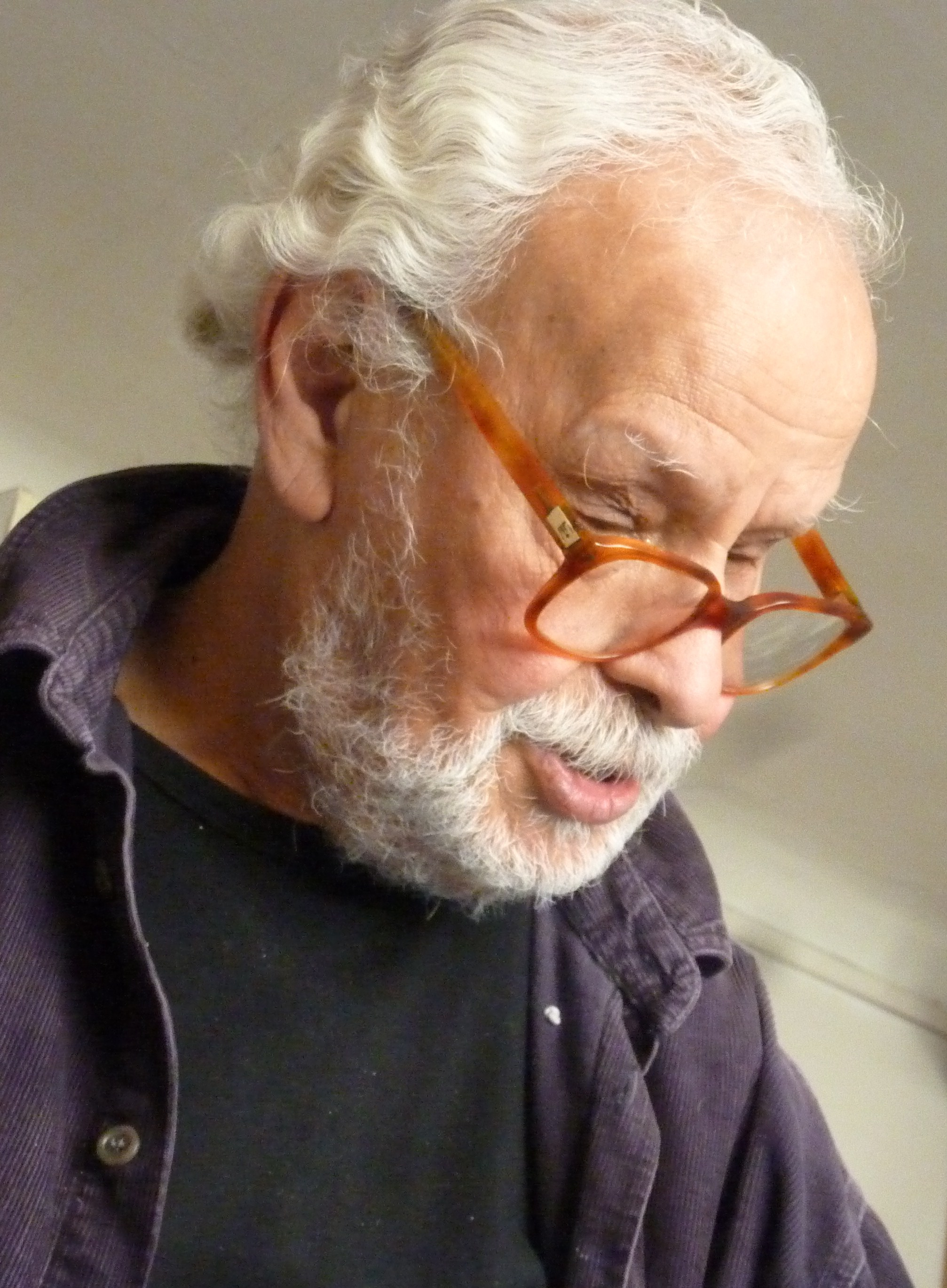
Mohamed Aksouh

- « Nature et peinture dans l'œuvre d'Alfred Manessier », dans Manessier, texte de Michel-Georges Bernard, entretien de Manessier avec Léone de la Grandville, Paris, Galerie de France, 1970.
- « Denis Martinez ou L'alphabet du cri », « Les écritures émerveillées de Hamid Tibouchi » et « Les métamorphoses d'Oussama Abdeddaim », dans Quatre peintres algériens, Abdeddaïm, Martinez, Slama, Tibouchi, Galerie Attaswir, Tunis, 1981.
- « D'après les signes, Les plombs gravés de Khadda, », dans Khadda, textes de M. I. Abdoun, Malek Alloula, Naget Belkaïd, Michel-Georges Bernard, Rachid Boudjedra, Anna Gréki, Bachir Hadj Ali et Jean Sénac, Musée national des beaux-arts d'Alger, 1983.
- Khadda, aquarelles, textes de Michel-Georges Bernard, Habib Tengour, Mohammed Khadda, Alger, Galerie M'hamed Issiakhem, Office Riadh El-Feth, 1986.
- « Louttre B., Chronique aux bords du visible », dans Louttre.B, texte de Michel-Georges Bernard, Galerie Fabien Boulakia et Cimaise no 188, Paris, juin-août 1987 (en français et en anglais); Galerie Kruper, Essen, novembre-décembre 1987 (en français et en allemand).
- « Khadda, Lettres du bord des choses », dans Algérie, expressions multiples, (Baya, Issiakhem, Khadda), avant-propos de Henri Marchal, introduction de Kateb Yacine, textes de Jean Pélégri, Jean de Maisonseul, Benamar Mediène et Michel-Georges Bernard, Paris, Cahiers de l'ADEIAO no 5, 1987.  (ISBN 2-906267-04-X)
- Marez-Darley, Galerie Callu Mérite, Paris, 1988.
- « Parmi les saisons de la lumière, Les itinéraires de Benanteur », dans Benanteur, gravures, textes de Ali Silem, Rabah Belamri, Michel-Georges Bernard, Monique Boucher, Rachid Boudjedra, Mohammed Khadda, Henri Kréa, Jean Pélégri et Hamid Tibouchi, Alger, AEFAB-ENAG éditeurs, 1989.
- « L'appel et l'écho », dans Khadda, peintures (poème de Francis Combes, texte de Michel-Georges Bernard), Alger, Galerie Isma, Riadh El Feth, 1990.
- « Jean Le Moal, Les portes du visible », dans Jean Le Moal, 20 ans de peinture, Espace lyonnais d'art contemporain, Lyon, musée des beaux-arts et d'archéologie de Besançon, Besançon, Galerie-Maison de la culture, Esch-sur-Alzette (Luxembourg), musée d'art contemporain, Dunkerque et Château des ducs de Bretagne, Nantes, liminaire de Thierry Raspail et Odile Plassard, introduction de Jean-Jacques Lerrant, préface de Michel-Georges Bernard, 1990-1992.  (ISBN 2906709298)
- « Jean Le Moal à Besançon », dans Jean Le Moal, Journal d'exposition, musée des beaux-arts et d'archéologie de Besançon, textes de Marcel Ferry et Michel-Georges Bernard, 1990.
- « Du tragique au divertissement : les portraits de l'Oiseau-Qui-N'Existe-Pas », dans Claude Aveline, Musée Bourdelle, Paris, 1991.
- « La maison du signe », dans Silem, Centres Culturels Français en Algérie, Alger, 1991.
- « Benanteur, Pâturages de lumière », dans Benanteur, Cimaise, no 210 et Galerie Claude Lemand, Paris, 1991, texte en français et en anglais.
- « La nacre de l'être », dans Aksouh, Paris, Centre culturel algérien, 1991.
- « Sous les signes de l'arbre », dans Khadda, Centre Culturel Algérien, Paris, mai 1992.
- Vent del Sur, Llum, matéria i signes, Aksouh, Tibouchi, Khimoune, préface et notices de Michel-Georges Bernard, textes en catalan et en français, Alliance Française et Ajuntament de Sabadell (Barcelone), 1992.
- « Benanteur, Voyages en peinture », dans Benanteur, Musée national des beaux-arts d'Alger, 1993.
- « Les Terres nouvelles de Khadda », dans Khadda, 1930-1991, introduction de B. Epin, textes de M.-G. Bernard, M. Dib et P. Siblot, témoignages de P. Balta, D. Brahimi, R. Fayolle, M. Gadant, F. Madray-Lesigne, F. Liassine, C. et M. Touili, G. Rodis-Lewis, Château de Saint-Ouen, 1994; Forum culturel du Blanc-Mesnil, 1995.
- « La peinture en Algérie, une chronologie », dans Les effets du voyage, 25 artistes algériens, Palais des Congrès et de la Culture, Le Mans, 1995.
- Khadda, La Paix pour alphabet, Institut Français de Barcelone, 1995; Château d'Ô, Montpellier, 1996.
- Khadda, Institut du monde arabe, Paris, 1996.
- « Kjell Pahr-Iversen, L'expressionnisme en plein soleil », dans Kjell Pahr-Iversen, Stavanger, 1996.
- « Kjell Pahr-Iversen, L'herbier solaire », dans Kjell Pahr-Iversen, texte en français et en anglais, Cimaise, no 242 et Espace Carole Brimaud, , Paris, 1996.
- « Jean Le Moal et la sculpture », dans Jean Le Moal, préface de Francis Villadier, textes d'Alin Avila et Michel-Georges Bernard, musée d'art et d'histoire de Meudon, 1997.
- Mohammed Khadda, 1991-2001, préface de D. Mahammed-Orfali, texte de Michel-Georges Bernard, Alger, Musée national des beaux-arts d'Alger, 2001.
- Baya, textes de Lucette Albaret, Michel-Georges Bernard et François Pouillon, Cahiers de l'ADEIAO no 16, Paris, 2000.  (ISBN 2906267163)
- Tibouchi, Cahiers de l'ADEIAO no 17, Maison des Sciences de l'Homme, Paris, 2000.
- Khadda, dix ans après, préfaces de Naget Belkaïd-Khadda et Michel-Georges Bernard, Paris, Centre Culturel Algérien, 2001.
- « Les Terres écrites de Khadda », dans Mohammed Khadda, 1991-2001, préface de D. Mahammed-Orfali, texte de Michel-Georges Bernard, en français et en arabe, Alger, Musée national des beaux-arts d'Alger, 2001.
- « Khadda, Aux sources du Signe », dans Algérie, Lumières du Sud, Khadda, Guermaz, Aksouh, textes de Pierre Rey et Michel-Georges Bernard, Paris, Cahiers de l'ADEIAO no 20, 2002.  (ISBN 2-906267-21-X).
- « Louttre B., Voyage au Pays des signes », dans Louttre.B, textes de Bernard Ethuin-Coffinet, Baptiste-Marrey, Michel-Georges Bernard, Paul Pavlovitch et François Mathey, Musées de Sens, Sens, 2003.  (ISBN 2913909116)
- « Baya, La fable du monde », dans Baya, avant-propos de Michèle Moutashar, textes de Edmonde Charles-Roux, Michel-Georges Bernard, Lucette Albaret, Musée Réattu, Arles, 2003.
- « Khadda, Le grand livre du visible », dans Khadda, Paris, UNESCO, 2003.
- « Bertholle et Le Moal, Les Portes du Visible », dans Jean Bertholle – Jean Le Moal, Œuvres de 1930 à 1990, avant-propos de Michel-Georges Bernard, Maison des Arts, Antony, 2004.
- « Xavier Oriach, Aux portes de la terre », dans Xavier Oriach, Soixante années de peinture, Somogy Éditions d'Art/Musée d'Évreux, 2005.
- Jean Le Moal, Un chemin de lumière, De chapelles en cathédrales, l'œuvre vitrail, Musée Pierre-Noël de Saint-Dié-des-Vosges, 2008.  (ISBN 978-2-9532029-2-2)
- « Simone Boisecq et l'Algérie », dans Karl-Jean Longuet et Simone Boisecq, de la sculpture à la cité rêvée, Musée des beaux-arts d'Agen ; Musée Unterlinden de Colmar ; Musée des beaux-arts de Limoges ; Musée Sainte-Croix de Poitiers ; Musée des beaux-arts de Reims, Lyon, Fage éditions, 2011.
- « Bertholle ou la scène du mode », dans Jean Bertholle (1909-1996), La matière et l'esprit, textes de Michel-Georges Bernard, Lydia Harambourg, Frère Michel Albaric, Philippe Le Burghe et André Bouzereau, musée d'art sacré de Dijon, musée de la Vie bourguignonne de Dijon et musée des Beaux-Arts de Dijon, 2011.  (ISBN 9782757204528)
- « Tendances de l'abstraction », dans Abstraction 50, l'explosion des libertés, Ville de Rueil-Malmaison, 2011, Éditions du Valhermeil, 2011.
- « Jean Le Moal », dans Montparnasse/Saint-Germain-des-Prés, Trélazé, 2012 ; galerie du musée des Beaux-Arts, Bordeaux, 2012-2013 ; Le Mans, musée des beaux-arts de Tessé, 2013-2014.
- « Situation de Xavier Oriach », dans Xavier Oriach, Cartógrafia pictorica, 1941-2013, texte en catalan, castillan et français, Ajuntament de Sabadell, Museus Municipals, 2013.
- Regards sur l'École de Paris, musée de la Cour d'Or – Metz Métropole, Metz, 2014.
- « Jean Le Moal », dans Le Moal-Manessier, Dialogue entre amis, préface de Lydia Harambourg, textes de Christine Manessier et Michel-Georges Bernard, musée de Millau, 2014.
- Jean Le Moal, peintures et œuvres sur papier (1934-1987), textes de Lydia Harambourg, Philippe Le Burgue et Michel-Georges Bernard, Maison des arts, Châtillon 2015.
- « Voyage au pays des signes », dans Assumpcio Oristrell, Mirades a Kato Zakros, à l'occasion de l'exposition à l'Alliance française de Sabadell, 2015.
- « Merveilleux quotidien », dans Ramzi Ghotbaldin, œuvres 2015-2016, textes de Michel-Georges Bernard et Ch. Hurteau-Mignon, Maison des arts, Conches en Ouche, 2016.
- « Abdelkader Guermaz » et « Mohamed Aksouh », dans L'art algérien entre deux rives, Maison des arts, Antony, 2017.
- « Jean Le Moal, chronologie », « Juana Miller et Jean Le Moal » et « Documentation », dans Jean Le Moal, Liénart éditions, Paris / Musée d'art et d'archéologie de Valence / Musée de l'Hospice Saint-Roch, Issoudun / Musée des beaux-arts de Quimper, 2017 (p. 91-111, 145-155 et 211-229).

### Articles (sélection limitée)

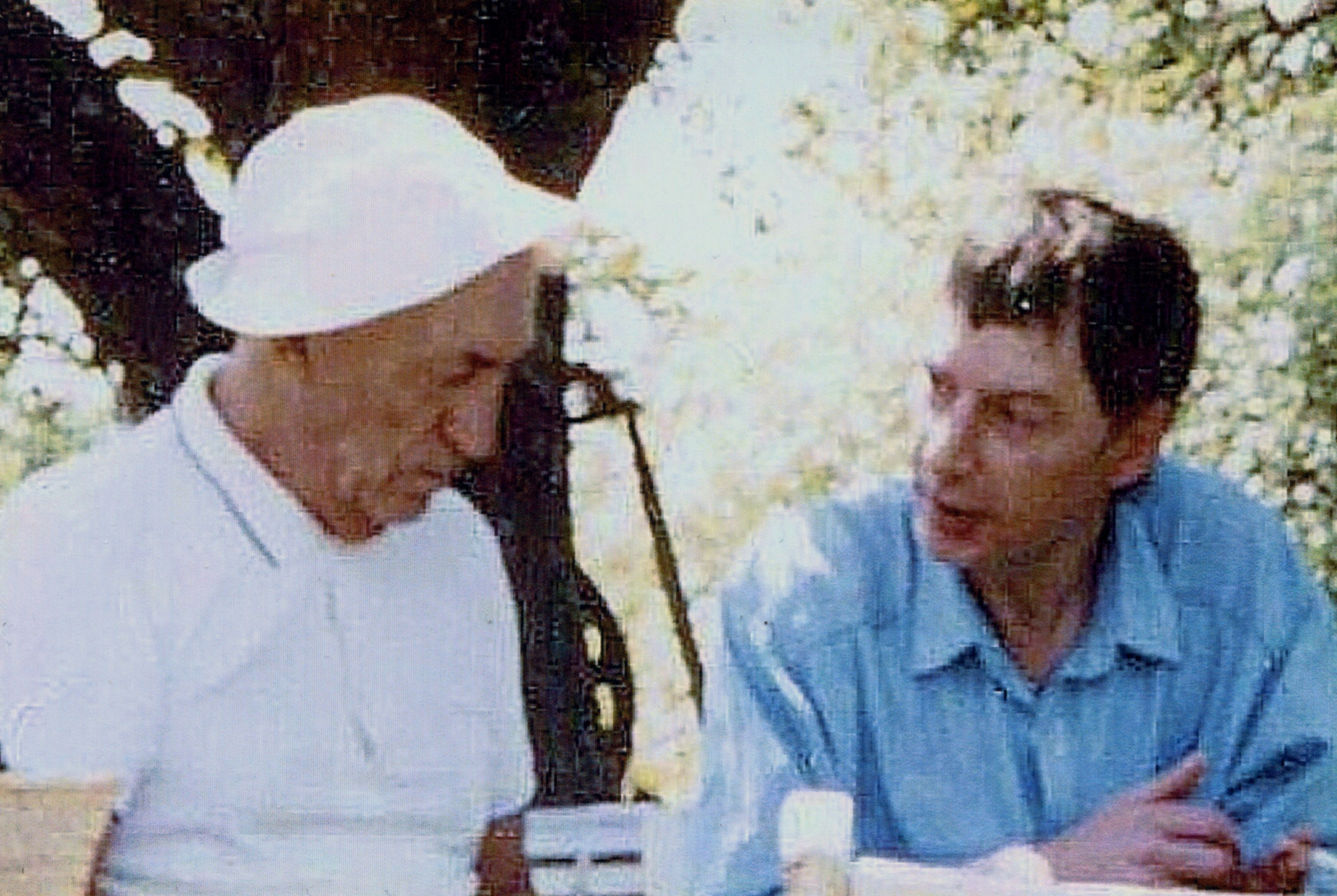
Jean Lescure (1912-2005)

- « Le sacre, Essai sur la poésie de Guillevic », dans Courrier du centre international d'études poétiques, no 52, Bruxelles, 1965.
- « Louttre ou Les autres objets d'une figuration », dans Les Temps modernes, no 230, Paris, juillet 1965.
- « L'imagination parlée », dans Gaston Bachelard, L'Arc, no 42, Aix-en-Provence, 1970 ; réédition, Librairie Duponchelle, 1990.
- « Georges-Emmanuel Clancier, du Paysan céleste à Oscillante parole », dans Clancier, Guillevic, Tortel, Colloques Poésie-Cerisy, Sud, Marseille, mai 1983.
- « Une poésie chronique », dans Louis Scutenaire, Plein Chant, no 33-34, Bassac, novembre 1986-janvier 1987.
- « Khadda, Le Livre du Monde », dans Qantara, no 19, revue de l’Institut du monde arabe, Paris, avril 1996.
- « Jean de Maisonseul, Les Portes de la Pierre », dans Algérie Littérature/Action, no 39-40, Paris, mars-avril 2000.
- « Jean Lescure », dans Dictionnaire de Poésie de Baudelaire à nos jours, sous la direction de Michel Jarrety, Presses Universitaires de France, Paris. 2001
- « Guermaz, Voyage au pays de la lumière », dans Algérie Littérature/Action, no 49-50, Paris, mars-avril 2001.

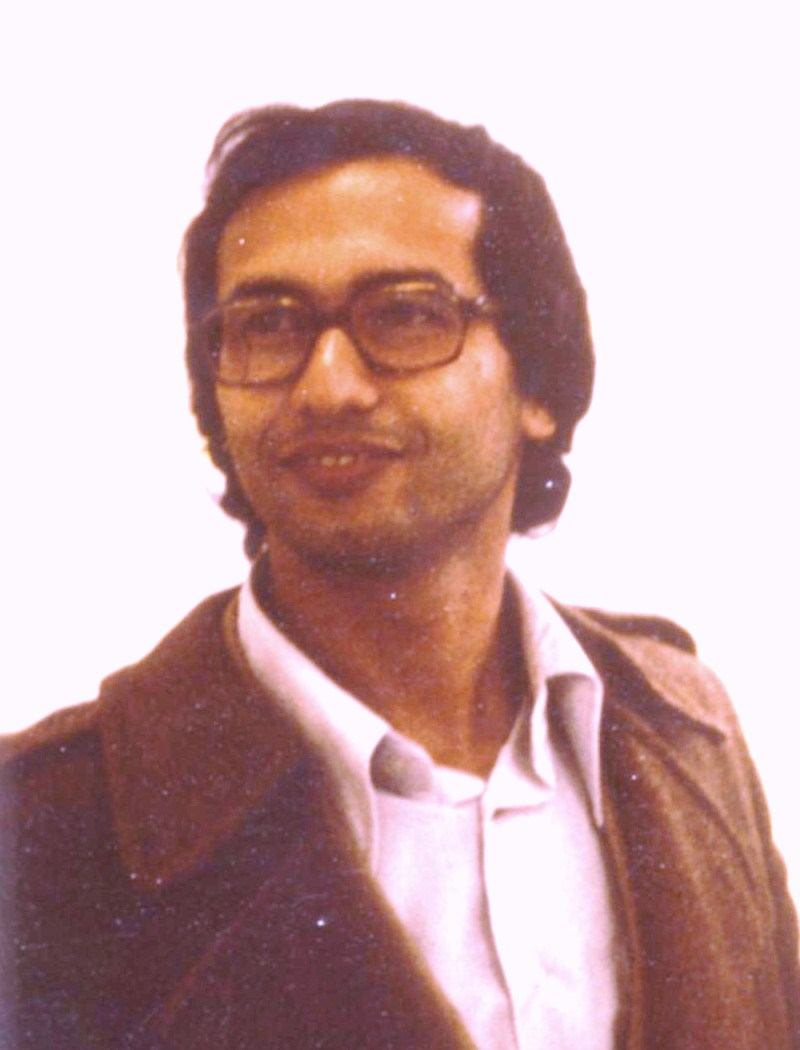
Tahar Djaout (1954-1993)

- « Bouqueton, le fantastique ordinaire du visible », dossier et chronologie, dans Algérie Littérature/Action, no 53-54, Paris, septembre octobre 2001.
- « De l’autre côté du temps : les sculptures de Simone Boisecq, suivi d’un entretien avec Simone Boisecq », dossier et chronologie, dans Algérie Littérature / Action, no 59-60, Paris, mars-avril 2002.
- « Lumières et signes : la peinture en Algérie », dans Numéro Hors série « Algérie », Europe, Paris, novembre 2003.
- « De nouvelles œuvres de Jean Le Moal (1909-2007) rejoignent les collections du musée national d'Art moderne », dans La Revue des musées de France, Revue du Louvre, Paris, juin 2010.
- « Tahar Djaout, Itinéraire de l'insoumis », dans Spécial Tahar Djaout, l'écrivain martyr, L'ivreEscQ,  n°25, mai 2013, Alger.
- « Situation de René Sintès », dans René Sintès - Mouloud Feraoun, Algérie Littérature/Action, n° 173-176, Paris, septembre-décembre 2013.